# Pfaffendorf (Königstein)
Pfaffendorf ist ein Ortsteil der sächsischen Stadt Königstein (Sächsische Schweiz) im Landkreis Sächsische Schweiz-Osterzgebirge.

## Geographie

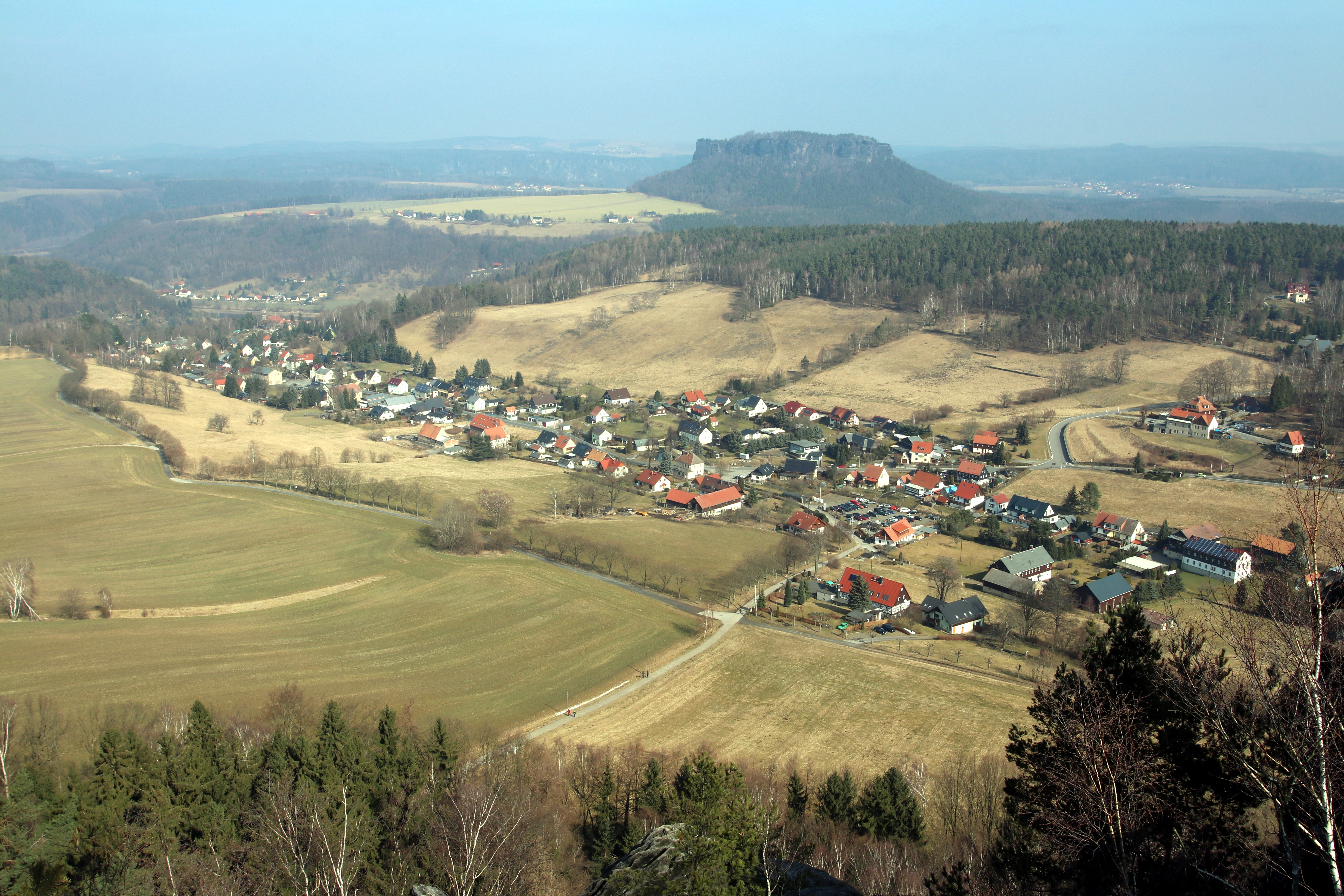
Blick vom Pfaffenstein auf Pfaffendorf und den jenseits der Elbe liegenden Lilienstein.

Pfaffendorf liegt in Form eines Waldhufendorfs südlich der städtischen Siedlungszone erhöht in einer flachen Geländewanne, die zur Biela hin abfällt. In der näheren Umgebung erheben sich der Quirl im Westen, der Heideberg im Osten und der Pfaffenstein im Süden.
Umgebende Ortschaften sind Gohrisch im Osten, Papstdorf und Cunnersdorf im Südosten, Hütten im Westen und Königstein im Norden.

## Geschichte
Mehrere archäologische Funde am Pfaffenstein, unter anderem Steinbeile, Feuerstellen und bronzene Armbänder, lassen sich der Lausitzer Kultur zuordnen und belegen eine bronzezeitliche Siedlungstätigkeit.
Die urkundliche Ersterwähnung Pfaffendorfs datiert auf das Jahr 1437 als „Pfaffindorf“. Auch die späteren urkundlich übermittelten Ortsnamenformen Paffendorff (1474) und Pfaffendorff (1548) weichen nur unwesentlich vom heutigen Ortsnamen ab. Der Name geht auf die mittelalterliche Zinspflicht der Einwohner gegenüber den Königsteiner Pfarrern (→ Pfaffen) zurück, die über Jahrhunderte die Grundherrschaft über den Ort hatten.
Das Dorf war überwiegend landwirtschaftlich geprägt, Zuverdienste ergaben sich in den umliegenden Steinbrüchen sowie durch die Biela und die bei Königstein fließende Elbe. Durch den Ort verlief eine von Königstein kommende und weiter über Kleingießhübel nach Děčín (Tetschen) führende Handelsstraße. Während des Großen Nordischen Krieges 1706 und der Befreiungskriege 1813 zogen sich die Bewohner vor herannahenden Armeen auf den Pfaffenstein zurück.
Gegen Ende des 19. Jahrhunderts begann der allmähliche Wandel vom Bauerndorf zum Ausflugsort. Erste Wanderwege zum Pfaffenstein wurden angelegt und 1880 dort ein Gasthaus eröffnet.
Das Dorf gehörte bereits im 16. Jahrhundert zum kursächsischen Amt Pirna, aus dem im 19. Jahrhundert die gleichnamige Amtshauptmannschaft hervorging. Nach dem Zweiten Weltkrieg und der Verwaltungsreform von 1952 verblieb die Gemeinde im verkleinerten Kreis Pirna im Bezirk Dresden.
Am 1. März 1994 wurde die etwa 330 Einwohner zählende Gemeinde zur Stadt Königstein eingemeindet. Bei der im gleichen Jahr stattfindenden ersten sächsischen Kreisreform ging der Landkreis Pirna im Landkreis Sächsische Schweiz auf, der wiederum 14 Jahre später im Landkreis Sächsische Schweiz-Osterzgebirge aufging.

### Bevölkerungsentwicklung
| Jahr | Einwohner |
| ---- | --------- |
| 1834 | 229       |
| 1855 | 291       |
| 1871 | 296       |
| 1890 | 464       |
| 1910 | 441       |
| 1925 | 386       |
| 1939 | 417       |
| 1946 | 453       |
| 1950 | 448       |
| 1964 | 423       |
| 1990 | 333       |
| 1993 | 329       |
| 2013 | 316       |

Anfang des 16. Jahrhunderts gab es neun besessene Mann mit jeweils einer Hufe Land. Bis zur Mitte des Jahrhunderts wuchs die Bevölkerung auf 14 besessene Mann und 10 Inwohner an, ohne dass sich die Fläche vergrößerte; an mehreren Stellen muss es also zu Hofteilungen gekommen sein. Im Jahr 1764, ein Jahr nach dem Siebenjährigen Krieg, wurden 14 besessene Mann und 8 Häusler gezählt.
Bei der ersten Volkszählung nach dem Beitritt des Königreichs Sachsen zum Deutschen Zollverein wurden für Pfaffendorf 229 Einwohner im Jahr 1834 ermittelt. Bis 1855 stieg die Zahl an auf 291 Einwohner in 70 Haushalten, die sich auf 43 Wohnhäuser verteilten. Die Zahl der Einwohner stieg zur Jahrhundertwende auf über 460 an, fiel danach jedoch auf unter 400 nach dem Ersten Weltkrieg. Dem folgte ein erneutes, moderates Bevölkerungswachstum bis kurz vor Beginn des Zweiten Weltkriegs.

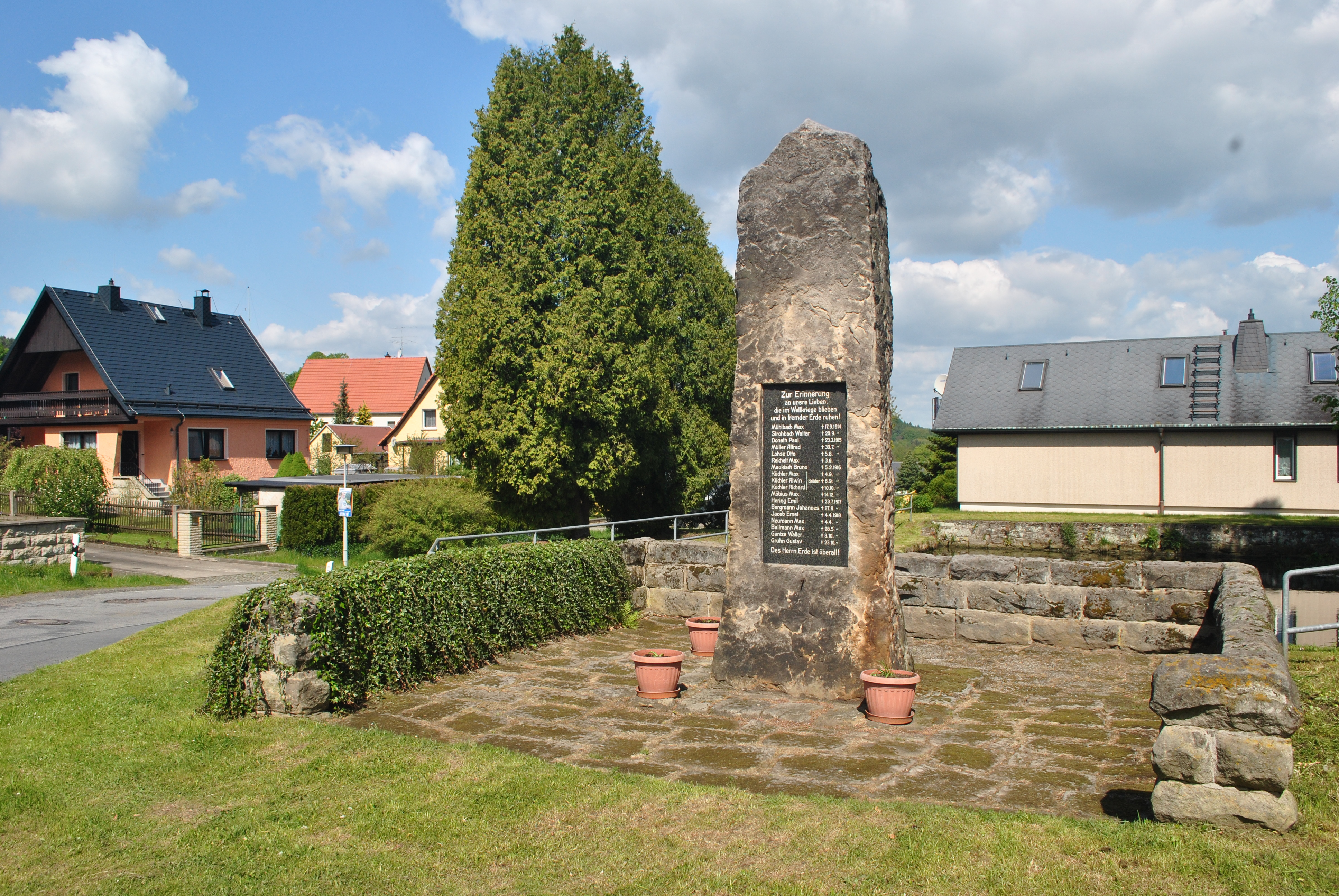
Denkmal für die im Ersten Weltkrieg Gefallenen, die in der Fremde bestattet sind.

Nach Kriegsende wurden auch in Pfaffendorf Flüchtlinge und Aussiedler untergebracht und die Bevölkerungszahl stieg kurzzeitig auf rund 450 im Jahr 1946 an und ging in den folgenden zwei Jahrzehnten nur leicht zurück. In den darauffolgenden drei Jahrzehnten bis zur Eingemeindung fiel die Einwohnerzahl um rund ein Viertel auf etwa 330.
Pfaffendorf war bis 2018 staatlich anerkannter Erholungsort.